# Zona del mantell

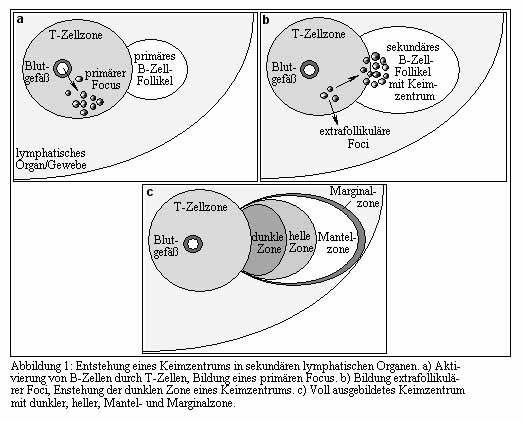
Imatge amb la indicació "Mantel-zone" visible a prop del centre

La zona del mantell (o simplement el mantell ) d'un nòdul (o gangli) limfàtic és un anell exterior de petits limfòcits que envolten un centre germinatiu. També es coneix com a "corona".
Conté limfòcits transitoris i és la ubicació del limfoma en la malaltia de limfoma de cèl·lules del mantell.

## Patologia

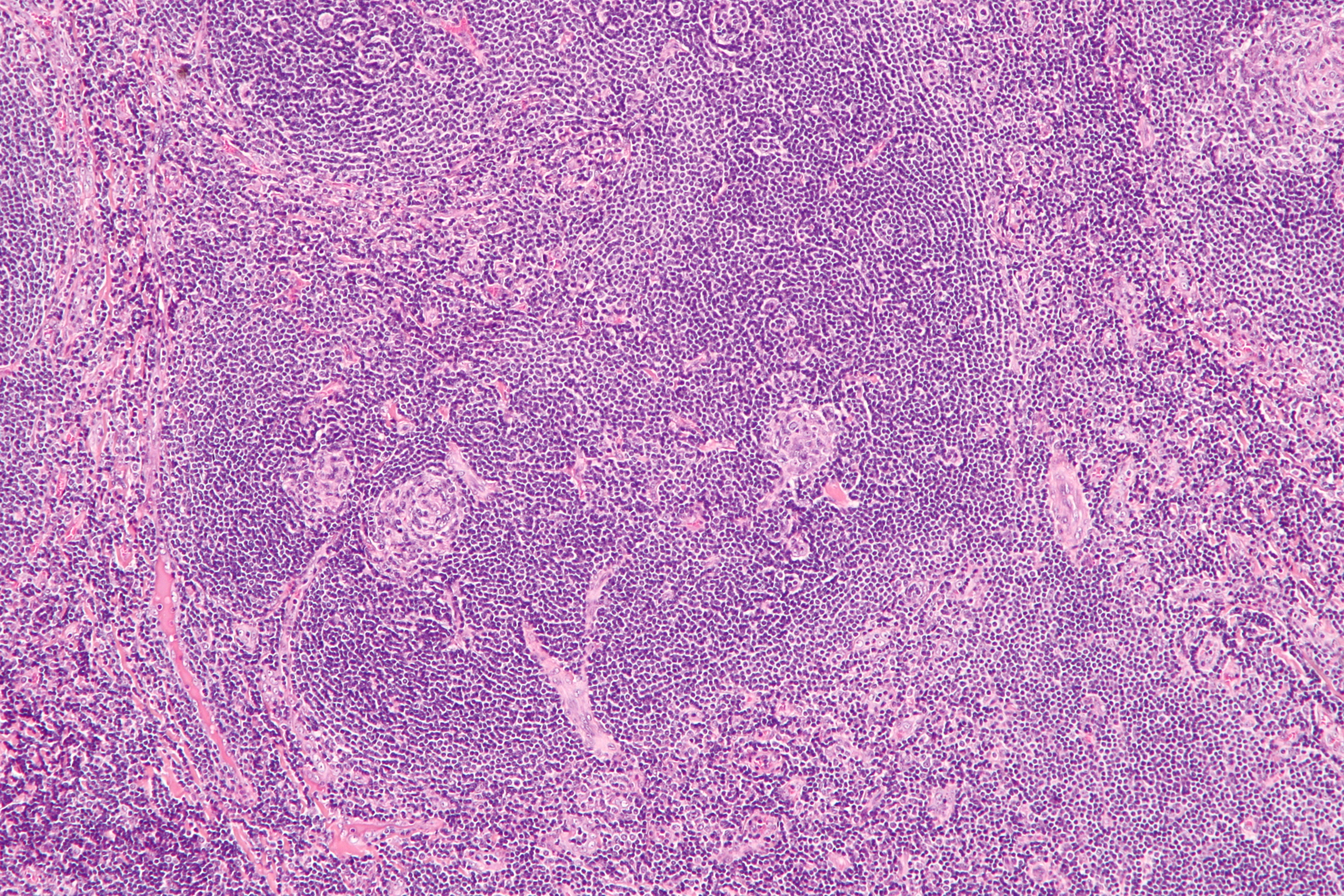
Micrografia d'augment intermedi de la malaltia de Castleman que mostra l'expansió característica de la zona del mantell. Tinció H&E

L'expansió de la zona del mantell es pot observar en neoplàsies benignes, com la malaltia de Castleman, i malignes, és a dir, el limfoma de cèl·lules del mantell. El Tcl-1 s'expressa a la zona del mantell.